# Trận vây hãm Tenochtitlan
Sự sụp đổ của thành Tenochtitlan, thủ đô của Đế quốc Aztec, là trận chiến quyết định trong cuộc chinh phạt đế quốc Aztec của Tây Ban Nha. Sự kiện diễn ra vào năm 1521 sau một loạt các nước đi ngoại giao khôn khéo của conquistador Tây Ban Nha Hernán Cortés, chiêu mộ thêm các đồng minh bản địa có cùng kẻ thù là người Aztec.

## Diễn biến

### Cortés lên kế hoạch và chuẩn bị
Chiến lược của Cortés là gài bẫy và bao vây người Aztec. Cortés dự định chiếm quyền bá chủ Hồ Texcoco bao quanh Tenochtitlan bằng chiến thuyền, đồng thời bảo vệ "cánh sườn khi đưa binh qua các bờ đường đắp", rút ra từ cuộc tháo chạy La Noche Triste trước đó. Ông hạ lệnh cho đóng 13 chiến thuyền brigantine ở Tlaxcala, bởi thợ đóng tàu bậc thầy của đoàn, Martín López. Thị trấn Vera Cruz tại vùng Vịnh vẫn thường xuyên tiếp tế quân lương cho đoàn của Hernan, một tàu từ Tây Ban Nha chứa đầy "vũ khí và thuốc súng" và hai tàu dành cho Narváez. Cortés cũng nhận được 150 binh sĩ và 20 con ngựa từ khu định cư sông Panuco bị bỏ hoang. Nguồn lớn nhu yếu phẩm của Cortés được cung cấp bởi Francisco de Garay, Thống đốc Jamaica. Ông tiếp tục chu cấp cho khu định cư sông Panuco này mà không biết là nó đã bị phá hủy và bị bỏ hoang; tất cả các tàu và số lương thảo này góp phần không hề nhỏ cho Cortés trong cuộc bao vây. [30]: 309, 311, 324
Cortés sau đó quyết định di quân đến thành Texcoco, nơi ông có thể lắp ráp tàu và hạ thủy chúng xuống những dòng suối chảy vào hồ Texcoco. Với đại bản doanh tại Texcoco, liên quân sẽ củng cố được cách dàn binh, và tiện cho việc liên lạc. Xicotencatl Già cung cấp cho Cortés hơn 10.000 chiến binh Tlaxcala của tướng Chichimecatecle. Cortés rời Tlaxcala vào ngày sau Giáng sinh năm 1520. Khi lực lượng của ông đến vùng ngoại ô Texcoco, ông gặp bảy caxique dẫn đầu bởi thủ lĩnh Coanacotzin của thành bang cầu hòa. Cortés chấp nhận và thay thế thủ lĩnh đó bằng con trai của Nezahualpilli, được rửa tội với tên Don Hernán Cortés.[30]: 311 Phản16
Sau khi giành chiến thắng trước hai thành Chalco và Tlamanalco, Cortés gửi tám tù nhân Mexica tới hoàng đế Cuauhtemoc nói rằng "tất cả các thị trấn trong khu vực hiện đang đứng về phía chúng tôi, kể cả các Tlaxcala". Cortés có ý định phong tỏa Mexico và sau đó phá hủy nó. Một khi Martin López và Chichimecatecle đưa gỗ và ván đến Texcoco, các chiến thuyền được chế tạo nhanh chóng.[30]: 321 Quân của Cuauhtemoc bị đánh bại bốn lần vào tháng 3 năm 1521, xung quanh Chalco và Huaxtepec, và Cortés lại nhận thêm được một lượng lớn vũ khí và quân lính từ vị Vua. [30]: 326
Vào ngày 6 tháng 4 năm 1521, Cortés gặp mặt các cacique xung quanh Chalco và tuyên bố ông sẽ "mang lại hòa bình" và phong tỏa Mexico. Ông muốn tất cả các chiến binh của họ sẵn sàng vào ngày hôm sau khi họ hạ thủy các chiến thuyền. Sau đó, ông nhận được 20.000 chiến binh từ Chalco, Texcoco, Huejotzingo và Tlaxcala tại Chimaluacan. Cortés đụng độ với đội quân 17.000 của Cuauhtemoc tại Xochimilco, trước khi tiếp tục hành quân về phía tây bắc.[30]: 340
Trở về Texcoco, nơi được bảo vệ bởi Thuyền trưởng Gonzalo de Sandoval, Cortés nhận thêm nhiều lính mới từ Castile.[30]: 349 Cùng lúc đó, âm mưu ám sát Cortes của Antonio de Villafana bị bại lỗ và ông ta bị treo cổ vì tội mưu phản. Cortés sau đó thành lập một đội cận vệ gồm sáu binh sĩ, dưới sự chỉ huy của Antonio de Quiñones.[30]: 350 51 Người Tây Ban Nha cũng tổ chức cuộc đấu giá nố lệ Mexica bị bắt bởi Tây Ban Nha lần thứ ba do tội "nổi dậy sau khi đã tuyên thề với Hoàng thượng. "[30]: 308, 352
Cortés có 84 kỵ binh, 194 cương nỏ và súng hỏa mai móc, cộng với 650 bộ binh Tây Ban Nha. Mỗi tàu chứa 25 người, 12 tay chèo, 12 lính nỏ và súng hỏa mai, và một thuyền trưởng. Mỗi tàu đều có giàn, cánh buồm, mái chèo và mái chèo dự phòng. Ngoài ra, Cortés có hơn 20.000 chiến binh từ Tlaxcala, Huexotzinco và Cholula. Quân Tlaxcala được dẫn dắt bởi Xicotencatl II và Chichimecatecle. Cortés cho binh lính ăn mừng Lễ Mình và Máu Thánh Chúa Kitô trước khi triển khai chiến dịch. [30]: 353 Ảo54
Cortés cho Alvarado cầm 30 kỵ binh, 18 cương nỏ và súng hỏa mai, 150 bộ binh Tây Ban Nha, cùng 8.000 đồng minh Tlaxcala với các anh trai của là Jorge de Alvarado, Gutierrez de Badajoz và Andrés de Monjaraz đánh Tacuba. Cristóbal de Olid cầm 30 kỵ binh, 20 cương nỏ và súng hỏa mai, 175 bộ binh và 8.000 đồng minh Tlaxcala, cùng với Andrés de Tapia, Francisco Verdugo và Francisco de Lugo đánh Coyohuacan. Gonzalo de Sandoval cầm 24 kỵ binh, 14 cương nỏ và súng hỏa mai, 150 bộ binh Tây Ban Nha và 8.000 chiến binh từ Chalco và Huexotzinco, cùng với Luis Marin và Pedro de Ircio, đánh Ixtlapalapan. Cortés chỉ huy 13 chiến thuyền. [30]: Lực lượng của Cortés chiếm cứ các trọng điểm này vào ngày 22 tháng 5. [1]

### Các trận đánh mở màn
Quân của Alvarado và Olid tiến về phía thành Chapultepec để cắt đứt kênh nước ngọt nối vào thành Tenochtitlan.[30]: 359 Nơi đây có nhiều suối cung cấp nước ngọt trực tiếp cho thủ đô Aztec thông qua các cầu máng; phần nước ngọt còn lại của thành được đưa vào bằng các xuồng mộc. Hai vị tướng cố đưa quân vượt qua bờ đường tại Tlacopan, và Trận Tlacopan diễn ra theo đó.[1] Quân Aztec đẩy lùi quân Tây Ban Nha bằng một cuộc phản công trên bộ và hải quân kiên quyết và mạnh mẽ. [22]: 94 [30]: 359 Đ6060
Cortés nghênh chiến với "hơn một ngàn ca-nô" sau khi hạ thủy 13 chiến thuyền từ Texcoco. Tuy nhiên, một "cơn gió thuận lợi nổi lên", cho phép ông xô lật nhiều chiếc xuồng. Sau khi chiến thắng Trận đầu tiên trên Hồ, Cortés cắm trại với lực lượng của Olid. [22]: 94 [30]: 362
Các xuồng chiến của người Aztec rất hiệu quả vì chúng cho phép họ có thể đánh Tây Ban Nha từ hai bên sườn trên các đường đắp. Cortés quyết định mở lối các đường đắp để các thuyền chiến có thể yểm trợ lục quân. Ông chia số thuyền chiến cho các chỉ huy, bốn cho Alvarado, sáu cho Olid và hai cho Sandoval trên đường đắp Tepeaquilla. Sau động thái này, người Aztec không thể tấn công từ phía đối diện với các chiến thuyền Tây Ban Nha, và "cuộc chiến đã nghiêng về chúng tôi", theo Díaz. [29]: 363
Với thuyền chiến, Cortés giờ có thể gửi lực lượng và nhu yếu phẩm đến các khu vực mà trước không thể tiếp cận. Để làm cho các tàu Tây Ban Nha gặp khó khăn hơn trong việc hỗ trợ bước tiến của Tây Ban Nha dọc theo các đường dẫn, quân Aztec bắt đầu đào hố sâu ở chỗ nước nông và dấu cọc nhọn dưới hồ để bẫy hoặc làm lật tàu Tây Ban Nha. Do đường đắp vào thành hẹp, kỵ binh không thể phát huy tiềm lực. [29]: 364
Cortés buộc phải điều chỉnh lại chiến lược một lần nữa do các chiến dịch trên bộ không hiệu quả. Ông lên kế hoạch tấn công trên bờ đường lúc ban ngày rồi về trại lúc ban đêm; tuy nhiên, quân Aztec chiếm lại các cây cầu và công sự ngay lập tức sau khi quân Tây Ban Nha rời đi. Do vậy, Cortés buộc các lực lượng đóng quân ngay trên bờ đường vào ban đêm để giữ vị trí đã chiếm được.[29]: 364 Cortés hạ lệnh "không bao giờ được bỏ một lỗ hổng, và tất cả kỵ binh phải ngủ trên đường đắp với ngựa được thắng cương và chuẩn bị yên sẵn."[29]: 372 Chiến thuật này cho phép người Tây Ban Nha tiến sát hơn vào thành phố. [1]
Quân Tây Ban Nha ngăn không cho thức ăn và nước uống đến được Tenochtitlan dọc theo ba đường đắp. Các đội tuần tra ban đêm bắt những xuồng mang nhu yếu phẩm vào thành phố từ 9 thị trấn lân cận. Quân Aztec bắt được 2 chiến thuyền Tây Ban Nha trong vùng nước đóng cọc với 30 cái xuồng pirogue. Họ sau đó giết hai Thuyền trưởng de Portilla và Pedro Barba. [29]: 368 Than69, 382 Hóa83

### Tây Ban Nha tiến gần hơn
Sau khi bắt và tra hỏi hai thủ lĩnh Aztec, Cortes biết về một âm mưu khác của nhằm phục kích các tàu chiến của ông với 40 xuồng pirogue. Cortés đón đánh nhóm này với 6 chiến thuyền và đại thắng, "giết nhiều chiến binh và bắt nhiều tù binh." Sau trận đó, quân Aztec "không dám phục kích, hay mang thức ăn và nước uống vào công khai như trước nữa". Các thị trấn ven hồ, bao gồm Iztapalapa, Churubusco, Culuacan và Mixquic đã quy phục Tây Ban Nha. Cuộc chiến ở Tenochtitlan được nhà sử học người Mỹ Charles Robinson mô tả là "tuyệt vọng" trên các đường phố mà không có sự nhượng bộ nào hết. [30]
Cuauhtemoc sau đó tấn công cả ba trại Tây Ban Nha với toàn bộ đội quân của ông vào ngày lễ thánh John. Trên bờ đường Tacuba qua Hồ Texcoco nối Tenochtitlan với đất liền dọc theo một con đường hiện mang tên là Puente de Alvarado (Cầu Alvarado) tại Thành phố Mexico, Pedro de Alvarado dẫn đoàn kỵ binh xung phong qua một khoảng trống trên Đường đắp.[30] Khi Alvarado và kỵ binh sang bên kia khoảng trống với bộ binh phía sau, xuồng Aztec lấp đầy khoảng trống.[30] Pedro de Alvarado bị thương cùng với tám binh sĩ.[29]: 377 Alvarado chạy thoát khỏi cuộc phục kích, nhưng năm người bị bắt và bị hiến tế trên Đại Điện.[30] Người Tây Ban Nha từ chỗ của họ đã tận mắt chứng kiến cảnh các đồng đội bị hiến tế trên Kim tự tháp vĩ đại, khiến lòng căm thù quân Aztec trong quân Tây Ban Nha càng lớn hơn.[31] Vào cuối mỗi ngày, người Tây Ban Nha sẽ cầu nguyện: "Cảm ơn Chúa vì chúng đã không mang con đi hôm nay để làm vật hiến tế."[31]
Cortés đánh càn vào quảng trường chợ của người Mexica nhưng bị quân Aztec phản công. Cortés bị thương và suýt bị bắt. Cristóbal de Olea và Cristóbal de Guzmán hi sinh để cứu Cortés, và 65 lính Tây Ban Nha bị bắt sống. Cuauhtemoc sau đó cho năm cái đầu bị chặt ném vào trại của Alvarado, bốn cái đầu ném vào trại của Cortés, sáu cái đầu ném vào trại của Sandoval, trong khi 10 kẻ khác bị hiến cho hai vị thần Huitzilopochtli và Texcatlipoca. [29]: 379.
Díaz mô tả, "...tiếng trống ảm đạm của Huichilobos lại vang lên,...chúng tôi thấy các đồng đội của mình bị bắt do thất bại của Cortés bị kéo lên các bậc thang để bị hiến tế...[chúng] rạch ngực họ ra, rút ra những quả tim vẫn đang đập để dâng lên cho các vị thần...những kẻ đồ tể Anh-điêng...cắt đứt tay và chân họ...sau đó chúng ăn thịt họ với nước sốt ớt và cà chua...ném thân và ruột cho sư tử và hổ và trăn và rắn." Cuauhtemoc sau đó "gửi tay và chân của đồng đội chúng tôi, và da mặt của họ... đến tất cả các thị trấn liên minh với chúng tôi..." Quân Aztec hiến tế hàng loạt tù binh Tây Ban Nha mỗi đêm trong mười đêm.[29]: 386 Than87, 391 Người Aztec trút bỏ tay chân tù binh của họ cho quân Tlaxcala, hét lớn: "Ăn thịt của những kẻ teules này và của huynh đệ bọn ngươi đi vì chúng ta đã no nê với chúng rồi". [31]
Người Aztec tiếp tục đột kích trại Tây Ban Nha vào các ngày lễ, "ngày lẫn đêm". Các đồng minh Tây Ban Nha ở các thị trấn xung quanh hồ thiệt mạng rất nhiều hoặc "bị thương lúc quay trở lại", và "một nửa số xuồng của họ đã bị hủy diệt". Tuy vậy, "họ không giúp đỡ người Aztec nữa, vì họ ghê tởm chúng." Trong số 24.000 đồng minh, chỉ còn 200 ở ba trại của Tây Ban Nha, số còn lại quyết định về nhà và không chiến đấu nữa. Ahuaxpitzactzin (sau này được rửa tội thành Don Carlos), anh trai của lãnh chúa Texcoco Don Fernando, vẫn ở trong trại của Cortés với bốn mươi người thân và bạn bè. Huejotzinco vẫn ở trại của Sandoval với năm mươi người. Trại của Alvarado có Chichimecatecle, hai con trai của Lorenzo de Vargas và tám mươi lính Tlaxcala.[29]: 388 Để duy trì bước tiến, Cortés san phẳng mọi khu phố mà ông chiếm được, sử dụng đống đổ nát để lấp đầy kênh rạch và các khoảng trống trong các trận chiến để cho phép bộ binh và kỵ binh của ông tiến lên theo đội hình. [31]
Cortés sau đó cố làm cho người Aztec "tiêu thụ hết nhu yếu phẩm" và uống nước lợ. Người Tây Ban Nha dần dần tiến lên theo các đường đắp, mặc dù không có đồng minh. Các thuyền chiến giờ đã làm chủ cái hồ và cố gắng phá các trận địa cọc gỗ mà người Aztec cắm xuống. Sau 12 ngày, các đồng minh Tây Ban Nha nhận ra lời tiên tri của các vị thần Aztec, rằng người Tây Ban Nha sẽ chết trong vòng mười ngày nữa là sai. Hai ngàn chiến binh trở lại từ Texcoco, cũng như nhiều chiến binh Tlaxca dưới quyền Tepaneca từ Topeyanco, và quân từ Huejotzingo và Cholula tới.[29]: 390. Cuauhtemoc hạ lệnh cho các đồng minh Aztec ở Matlazedo, Malinalco và Tulapa tấn công người Tây Ban Nha từ phía sau. Tuy nhiên, Cortés đã gửi Andrés de Tapia, với 20 kỵ binh và 100 binh sĩ, và Gonzalo de Sandoval, với 20 kỵ binh và 80 binh sĩ, để giúp các đồng minh đối phó với mối nguy mới này. Họ trở lại bắt được hai thủ lĩnh Matlazedo. [29]: 396
Người Tây Ban Nha tiếp tục càn quét vào Tenochtitlan. Người Aztec thay đổi chiến thuật thường xuyên như người Tây Ban Nha, ngăn chặn lực lượng của Cortés chiến thắng hoàn toàn. Tuy nhiên, người Aztec đã bị suy sụp nghiêm trọng. Họ không có lính mới, thực phẩm và nước ngọt đã cạn kiệt. Người Tây Ban Nha nhận được một lượng lớn đồ tiếp tế từ Vera Cruz, và cuối cùng đã tiến vào trung tâm của Tenochtitlan. [1] [29]: 396

### Cuộc kháng cự cuối cùng của người Aztec
Cortés sau đó ra lệnh cho cả ba trại tiến vào khu chợ Tlatelolco. Đội của Alvarado chiếm khu chợ đầu tiên, và Gutierrez de Badajoz chạy lên đỉnh thần điện Huichilopotzli, thiêu rụi nó và cắm cờ hiệu Tây Ban Nha. Người của Cortés và Sandoval sau bốn ngày chiến đấu hội quân thành công với lực lượng trong khu chợ. [29]: 396 Phản98
Các lực lượng Tây Ban Nha và các đồng minh của họ tiến vào thành phố. Mặc dù gây thương vong nặng nề, người Aztec không thể ngăn cản bước tiến của Tây Ban Nha. Người Aztec đã cắt và ăn trái tim của 70 tù nhân Tây Ban Nha tại bàn thờ Huitzilopochtli. Đến tháng 8, nhiều cư dân đã chạy trốn khỏi Tlatelolco.[21] Cortés đã phái các sứ giả đến đàm phán với dân Tlatelolco gia nhập phe của ông, nhưng Tlatelolco vẫn trung thành với người Aztec. Trong suốt cuộc bao vây, người Tlaxcala tiến hành một chiến dịch tàn nhẫn chống lại người Aztec do trong suốt quá trình lịch sử của họ, người Aztec đã đàn áp họ và giờ đây là thời khắc họ có được sự trả thù.[32] Nhà sử học người Mỹ Charles Robinson đã viết: "Hàng thế kỷ thù hận và sự ác liệt cơ bản của chiến tranh Trung Bộ châu Mỹ pha trộn với bạo lực đã làm kinh hoàng tới cả Cortés".[32] Trong thư gửi Hoàng đế La Mã thần thánh Charles V, Cortés đã viết:
"Chúng thần gặp nhiều rắc rối trong việc ngăn chặn các đồng minh của ta giết chóc với sự tàn ác hơn là ngăn chặn kẻ thù. Không có chủng tộc nào, dù man rợ đến đâu, thực hiện được sự tàn nhẫn tột độ như giống dân ở cái mảnh đất này. Đồng minh của ta cướp nhiều chiến lợi phẩm ngày hôm đó, điều mà chúng thần không thể can ngăn, vì họ đông tới 150.000 lính và quân Tây Ban Nha chúng thần chỉ có khoảng 900 người. Những biện pháp răn đe và cảnh cáo của chúng thần đều không thể ngăn chặn sự cướp bóc của họ, mặc dù chúng thần đã làm tất cả những gì có thể... Thần đã cho lính Tây Ban Nha canh gác ở mọi đường phố, để khi dân trong thành bắt đầu ra mặt [đầu hàng], họ có thể ngăn cản lính đồng minh giết chết những người khốn khổ đó. Thần cũng nói với các tướng lĩnh đồng minh của ta rằng không được phép tàn sát những người đó; nhưng họ đông đến nỗi mà chúng tôi chỉ có thể cứu được hơn mười lăm ngàn người khỏi bị giết và hiến tế [bởi quân Tlaxcala] ngày hôm đó."